# Chhunly Pagenburg
Chhunly Pagenburg, né le 10 novembre 1986 à Nuremberg en Allemagne, est un footballeur international cambodgien qui évolue au poste d'attaquant au FSV Francfort, en 2. Bundesliga. Il possède la nationalité allemande.
Il compte une seule sélection en équipe nationale depuis 2013.

## Biographie

### Équipe nationale
Chhunly Pagenburg est convoqué pour la première fois par le sélectionneur national Lee Tae-hoon pour un match amical face à Guam le 19 novembre 2013. Il entre à la 57e minute à la place de Tum Saray (défaite 2-0). 
Il compte une sélection et zéro buts avec l'équipe du Cambodge depuis 2013.

### Anecdotes
En 2011, Chhunly est l'athlète le mieux payé (avec Thun Sophea) du Cambodge, en faisant 30 000 $USD.

## Palmarès
- Avec le FC Nuremberg : 
  - Vainqueur de la Coupe d'Allemagne en 2007